# Livpäls

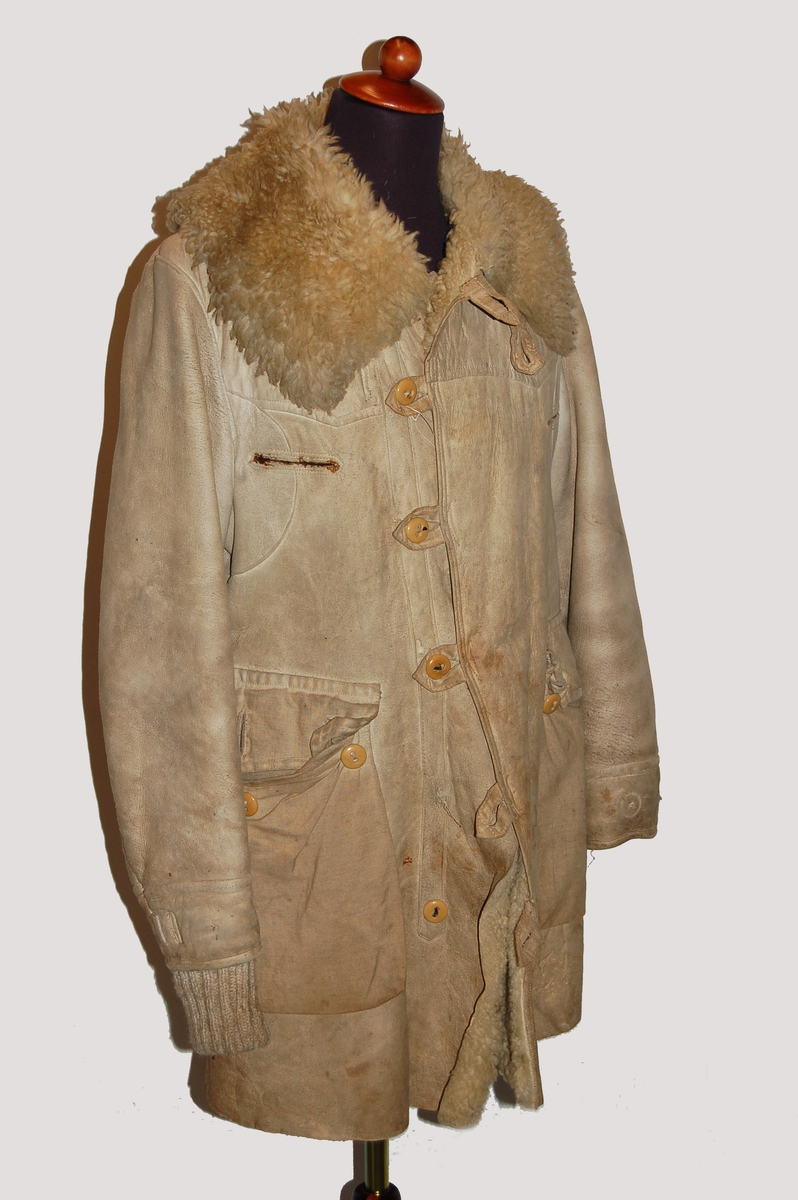
Livpäls av bomull och skinn.

Livpäls är beteckningen på ett livplagg som inom det militära bärs utanpå vapenrocken vintertid och liknar det civila klädesplagget päls.
Två modeller som använts av svenska försvaret är Livpäls m/1905 och Livpäls m/1913.